# 만병통치약
만병통치약(萬病通治藥)은 온갖 병을 치료할 수 있는 가상의 약이나 처방법을 말한다. 영어로는 그리스 신화에 등장하는 파나케이아(그리스어: Πανάκεια)의 이름을 본따서 파나세아(panacea)라고 부른다. 서양 연금술에서는 현자의 돌이 만병통치약으로 여겨졌다.

## 의약학적 관점
의학·약학적인 관점에서 만병통치약은 존재할 수 없다.사람마다 몸 상태나 체질 등이 다르고, 여러 가지 질병이 있는만큼 증상이 서로 반대로 나타나는 질병(예: 고혈압-저혈압, 변비-설사)도 많으며, 약이라는 것은 필연적으로 부작용을 수반하기 때문에 한 가지 약이 모든 질병에 맞는 효과를 내기는 불가능하다. 따라서, ‘모든 질병에 효과가 있고 부작용이 없는’ 만병통치약은 만들 수 없다.

## 비유적 표현
건강에 좋은 음식이나 운동, 또는 어떤 문제와 관련된 모든 문제에 대한 해결 방안을 ‘만병통치약’이라고 부르기도 한다.

## 같이 보기
- 연금술
- 헤르메스주의